# Оден ле Тиш
Оден ле Тиш (фр. Audun-le-Tiche) насеље је и општина у североисточној Француској у региону Лорена, у департману Мозел која припада префектури Тионвил Уст.
По подацима из 2011. године у општини је живело 6340 становника, а густина насељености је износила 410,89 становника/km². Општина се простире на површини од 15,43 km². Налази се на средњој надморској висини од 350 метара (максималној 452 m, а минималној 294 m).

## Демографија
| 1962. | 1968. | 1975. | 1982. | 1990. | 1999. | 2011. |
| ----- | ----- | ----- | ----- | ----- | ----- | ----- |
| 6.874 | 7.698 | 6.831 | 6.391 | 5.959 | 5.757 | 6.340 |

График промене броја становника у току последњих година